# Orthotrichum obtusatum
Orthotrichum obtusatum là một loài rêu trong họ Orthotrichaceae. Loài này được R. Br. bis mô tả khoa học đầu tiên năm 1895.